# Cuiheng
Cuiheng är en by som lyder under Zhongshans stad på prefekturnivåi Guangdong-provinsen i sydligaste Kina. Byn är mest känd som Sun Yat-sens födelseort.